# Masanori Suzuki
Masanori Suzuki (jap. 鈴木 将方, Suzuki Masanori; * 15. September 1968 in der Präfektur Tokio) ist ein ehemaliger japanischer Fußballspieler.

## Karriere
Suzuki erlernte das Fußballspielen in der Schulmannschaft der Horikoshi High School und der Universitätsmannschaft der Kokushikan-Universität. Seinen ersten Vertrag unterschrieb er 1990 bei Toshiba. Der Verein spielte in der höchsten Liga des Landes, der Japan Soccer League. Für den Verein absolvierte er 15 Erstligaspiele. 1994 wechselte er zum Erstligisten Júbilo Iwata. 1994 und 1997 erreichte er das Finale des J.League Cup. Mit dem Verein wurde er 1997 japanischer Meister. Für den Verein absolvierte er 74 Erstligaspiele. Ende 1997 beendete er seine Karriere als Fußballspieler.

## Erfolge
Júbilo Iwata
- J1 League

Meister: 1997
- J.League Cup

Finalist: 1994, 1997